# Janus Metz Pedersen

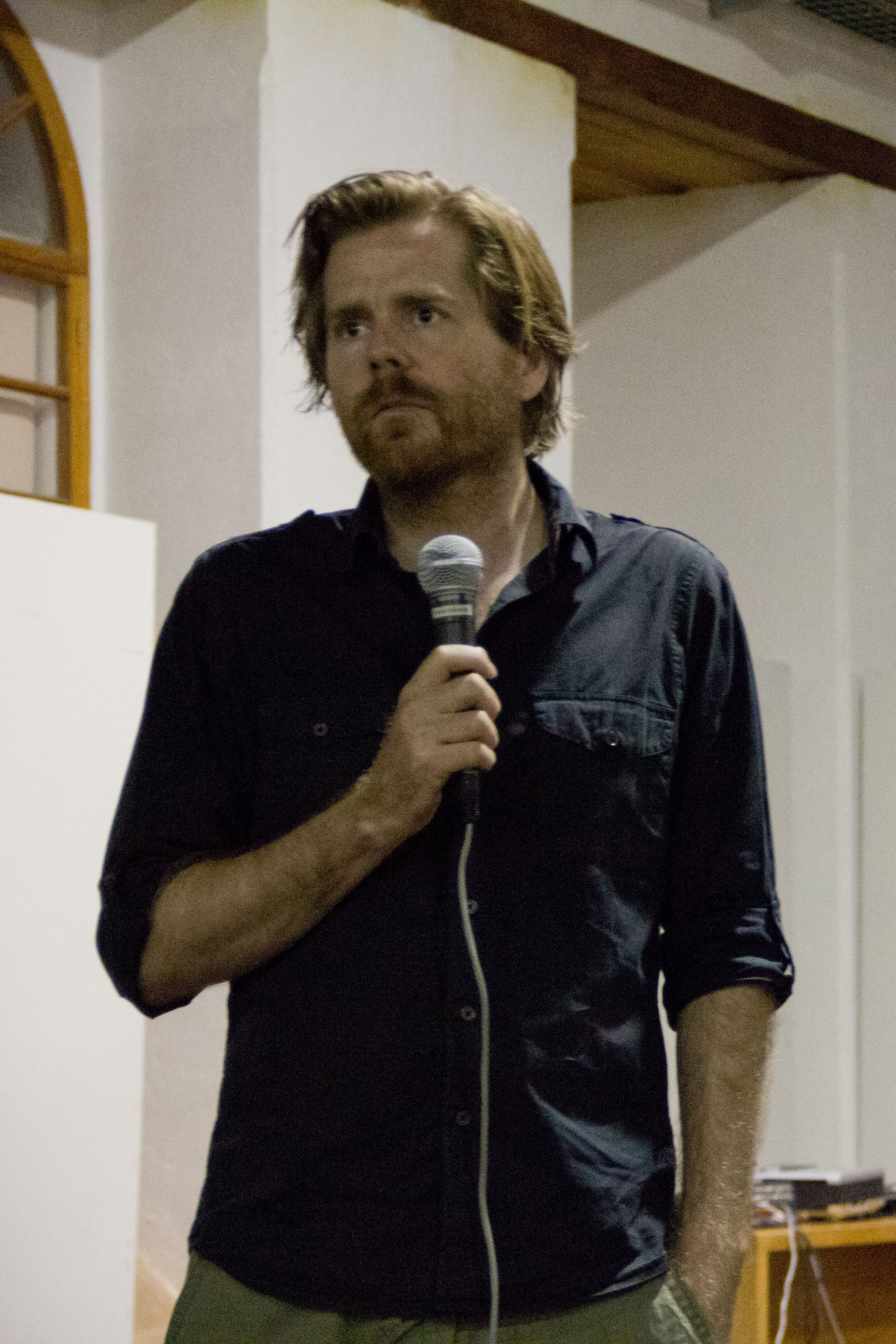
Janus Metz nel 2011.

Janus Metz Pedersen, accreditato a volte come Janus Metz, (27 settembre 1974) è un regista danese.

## Biografia
Inizia la sua carriera come regista di documentari, spostandosi in Sudafrica. Nel 2010 dirige Armadillo, film documentario sulla vita di un soldato danese in Afghanistan. Nel 2017 debutta alla regia cinematografica con Borg McEnroe.

## Filmografia

### Cinema
- Armadillo (2010)
- Borg McEnroe (2017)
- La cena delle spie (All the Old Knives) (2022)

### Televisione
- True Detective – serie TV, episodi 2x03 (2015)
- ZeroZeroZero – serie TV, episodi 1x03-1x04-1x05 (2020)
- Andor – serie TV, episodi 2x07-2x08-2x09 (2025)

## Riconoscimenti
- Festival di Cannes 2010
  - Settimana Internazionale della Critica – Armadillo